# 두레

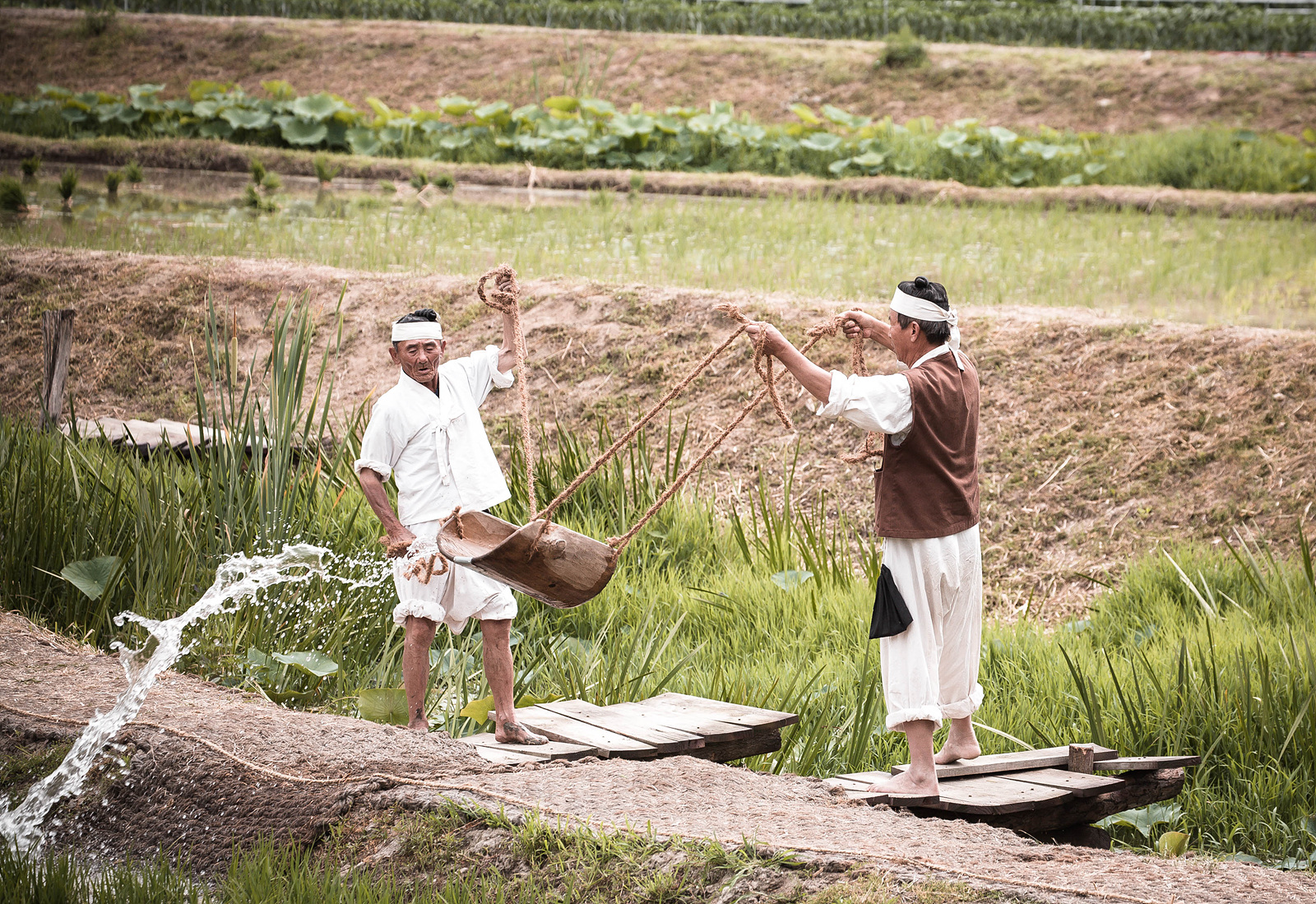
충청북도 증평군의 장뜰두레놀이

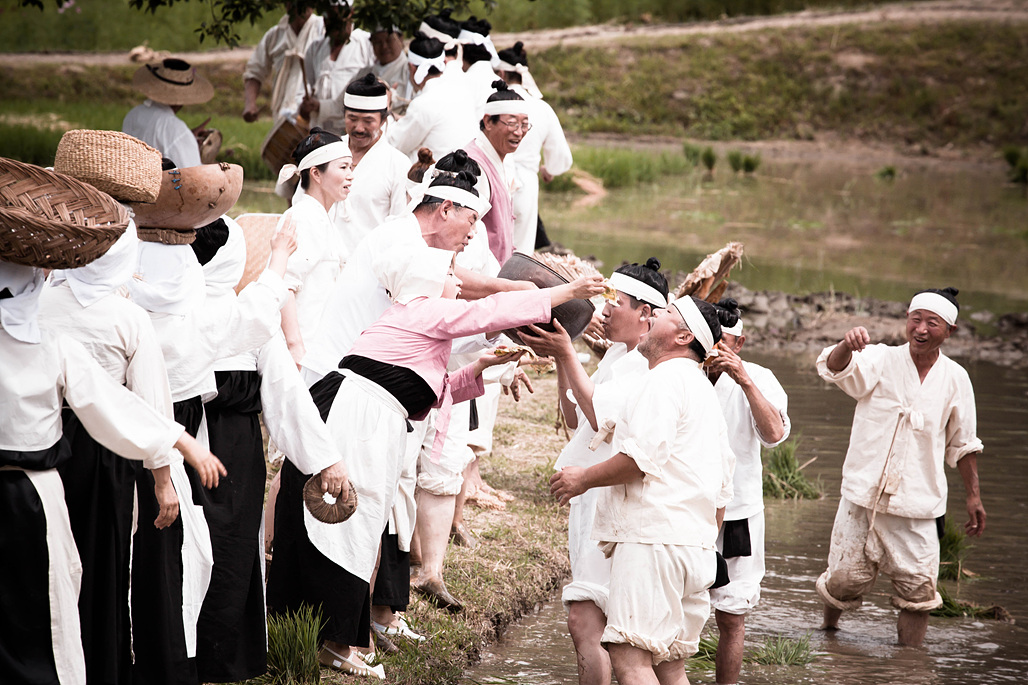
충청북도 증평군의 장뜰두레농요

두레는 농촌에서 농사일을 공동으로 하기 위하여 향촌 주민들이 마을·부락 단위로 둔 공동 노동 조직이다.
두레의 어원에 관해서는 여러 가지 견해가 있다. 납입의 의미를 가진 '드리', '드레', '드르'에서 유래했다는 설, 조직과 전체를 일컫는 '두르다'에서 비롯되었다는 설이 있다.
조선시대 후기에 이앙법이 보편화되면서 두레도 함께 정착되었다. 일제강점기에 이르러서는 자영민이 감소하면서 점차 사라지게 되었다.
상호부조·공동오락·협동노동 등을 목적으로 마을 단위로 조직되었다. 농사철에는 서로 협조하여 농사에 힘썼고, 기쁜 일이 있을 때에는 여러 가지 놀이를 하며 함께 즐겼다. 조선 후기 이앙법이 전개되면서 보편적인 농민생활풍습으로 정착되었으며 농민문화의 풍물을 발전시키는 데 도움을 줬다. 두레에는 여성들의 길쌈을 위해 조직된 ‘길쌈두레’와 남성들의 삼(대마) 농사를 위한 ‘삼 두레’가 있다.
두레는 마을의 모든 농민이 그 마을의 경작지에 대해 자타의 구별 없이 일제히 조직적으로 집단작업을 하는 조직이며, 각 집의 경지 면적과 노동력에 따라서 나중에 임금을 결산하여 주고 받는 공동 노동의 형태이다. 이와 같이 협업(協業)의 성격을 띤 공동노동은 한국에서 장기간에 걸쳐 농촌 경제를 지배해 왔던 노동조직이었다. 한국의 고대 사회에서는 이러한 두레가 대내적으로는 노동단체·예배단체·도의단체·유흥단체의 의의를 가졌었으며, 한편으로는 대외적으로 군사 단체로 동지동업(同志同業)의 순수한 결사의 뜻을 가졌다.
그것이 오늘날에는 농촌의 민간에만 잔존하여 여러 가지 민간 협동체를 파생시킨 것이다. 두레는 또한 공동노동 조직임과 동시에 일종의 오락이라고도 할 수 있다. 즉 마을의 농악대(農樂隊)와 그들의 농악 연주 및 무악(舞樂)을 가리키기도 한다.
이렇게 볼 때 두레와 농악 및 공동 노동은 서로 밀접한 관계를 맺고 있는 것으로 보인다.

## 같이 보기
- 품앗이
- 향약
- 이앙법